# 100000000000
O número 100 000 000 000 = 1011, denominado cem mil milhões (português europeu) ou cem bilhões (português brasileiro), é o número natural que corresponde ao produto de cem, mil e um milhão. Sua nomenclatura varia conforme seja adotada a escala longa ou a escala curta: embora o termo bilião seja utilizado no português europeu para representar 1012, nomomento português do Brasil, a expressão bilhão corresponde a mil milhões, ou seja, 109.
Este número é o que se costuma chamar de número astronômico, ou seja, era um número que, até o início do século XX, aparecia bastante em textos de astronomia. Porém, devido à inflação, este número, em tempos mais recentes, tem aparecido cada vez mais em textos de economia, sendo, inclusive superado por outros números várias ordens de grandeza acima.
Como disse Richard Feynman em 1987 

Existem cerca de 1011 estrelas na galáxia. Esse já foi considerado um número grande. Mas é apenas cem bilhões. É menos que a dívida interna! Antigamente, estes números eram chamados de números astronômicos. Agora, deveríamos chamá-los de números econômicos.